# 대만대학병원역
대만대학병원역(중국어 정체자: 台大醫院站, 병음: Táidà Yīyuàn Zhàn, 한자음: 대대의원참)은 대만 타이베이시 중정 구에 있는 타이베이 첩운 단수이신이선(淡水信義線)의 역이다. 국립대만대학 부속병원 인근.

## 구조
| 지면     | 출입구                 | 출입구                                                      |
| 지하 1층 |                        | 역 홀, 문의종심                                             |
| 지하 1층 | 화장실（유료 존 에서） |                                                             |
| 지하 2층 | 1호 프랫폼             | ←타이베이 첩운 단수이신이선 단수이/베이터우방면（타이베이역 |
| 지하 2층 | 섬식 승강장            |                                                             |
| 지하 2층 | 2호 프랫폼             | 타이베이 첩운 단수이신이선 샹산/다안방면（중정기념당）→     |

|  |  |